# 61 الدجاجة
61 الدجاجة (باللاتينية: 61 Cygni) هو نظام نجمي ثنائي يقع في كوكبة الدجاجة، يتكون من نجمين قزمين من النوع كيه يدوران حول بعضها البعض في فترة مدارية تعادل 659 عامًا. يتمتع النجمان بقدر ظاهري يساوي 5.20 و6.05 على التوالي، بالتالي يمكن رؤيتها بالمنظار في سماء المدينة أو بالعين المجردة في المناطق الريفية الخالية من التلوث الضوئي.
جذب نظام 61 الدجاجة انتباه علماء الفلك لأول مرة عندما رصد جوزيبي بيازي حركته الخاصة الكبيرة لأول مرة في عام 1804. في عام 1838، قاس فريدريش بيسل بعد النظام عن الأرض، وتوصل إلى أنه يبعد 10.4 سنة ضوئية، وهي نتيجة قريبة جدًا من القيمة الفعلية البالغة 11.4 سنة ضوئية. كان هذا أول تقدير لبعد أي نجم غير الشمس، وكان أول نجم يُقاس منظوره النجمي. من بين جميع النجوم أو الأنظمة النجمية المدرجة في فهرس هيباركوس الحديث، يتمتع نظام 61 الدجاجة بسابع أعلى حركة خاصة، والأعلى بين جميع النجوم أو الأنظمة المرئية.
على مدار القرن العشرين، رصد العديد من علماء الفلك أدلةً على وجود كوكب هائل يدور حول أحد النجمين، لكن عمليات رصد السرعة الشعاعية الحديثة عالية الدقة أظهرت أن كل هذه الادعاءات غير صحيحة. لم يتم تأكيد وجود كواكب في هذا النظام النجمي حتى الآن.

## الاسم
يُعتبر 61 الدجاجة نظامًا نجميًا خافتًا نسبيًا، ما يفسر عدم ظهوره في خرائط النجوم القديمة، وعدم تسميته في أنظمة تسمية النجوم الغربية أو الصينية.
اسم «61 الدجاجة » هو جزء من تسمية فلامستيد المخصصة للنجوم. وفقًا لمخطط التسمية هذا، الذي ابتكره جون فلامستيد لفهرسة النجوم التي يرصدها، تُرقم نجوم كوكبة معينة وفق مطلعها المستقيم، بدون استخدام الأحرف اليونانية كما في نظام تسمية باير. لا يظهر النجم تحت هذا الاسم في كتاب هيستوريا كيليستيس بريتانيكا الخاص بفلامستيد، على الرغم من أنه ذكر أن نظام 61 الدجاجة يتوافق مع ما أشار إليه باسم 85 الدجاجة في طبعة عام 1712. أُطلِق على النظام أيضًا اسم «نجم بيسيل أو «نجم بياتزي الطائر».

## التاريخ الرصد

### عمليات الرصد المبكرة
في 25 سبتمبر 1753، قام جيمس برادلي بأول رصد مُسجل جيدًا للنظام النجمي باستخدام أدوات بصرية، عندما لاحظ أنه كان نجمًا مزدوجًا. أجرى وليام هيرشل عمليات رصد منهجية للدجاجة 61 كجزء من دراسة أوسع للنجوم الثنائية. استنتج أن النجمين بعيدان عن بعضهما بما يكفي لتمييز حركتيهما باستخدام طريقة التزيح على مدار العام، وكان يأمل في استغلال ذلك لقياس بعد النجمين.
في عام 1792، لاحظ جوزيبي بيازي أن حركة النظام الخاصة عالية عندما قارن رصده مع رصد برادلي الذي أُجري قبل 40 عامًا. أدى ذلك إلى زيادة اهتمام الفلكيين المعاصرين بنظام 61 الدجاجة، ورصده بشكل مستمر منذ ذلك التاريخ. أدت قياسات بيازي المتكررة إلى تحديد قيمة حركته، التي نشرها عام 1804. كان ذلك عندما أشار بيازي إلى النظام باسم «النجم الطائر».
أشار بيازي إلى أن هذه الحركة تعني أن النظام هو من بين أقرب النجوم إلى الأرض، واقترح أنه مرشح رئيسي لمحاولة تحديد بعده من خلال قياسات التزيح، إلى جانب نظامين آخرين، دلتا إريداني وميو كاسيوبيا.